# ریس تامپسون
ریس تامپسون (انگلیسی: Reece Thompson؛ زادهٔ ۲۲ نوامبر ۱۹۸۸) یک هنرپیشه اهل کانادا است. وی از سال ۱۹۹۹ میلادی تاکنون مشغول فعالیت بوده‌است. 
از فیلم‌ها یا برنامه‌های تلویزیونی که وی در آن نقش داشته است می‌توان به ترور یک رئیس دبیرستان، بلادورث و جشن اشاره کرد. 